# 2ª Squadra aerea
Gestiva l'Italia del nord est, con quartier generale a Padova.
Dal luglio 1938 al 9 novembre 1939 era comandata dal Generale Francesco Pricolo.

## OdB al momento dell'entrata in guerra nel 1940
La 2ª Squadra Aerea in tempo di pace gestiva l'Italia nord orientale ma con la mobilitazione venne trasferita in Sicilia, con quartier generale all'Aeroporto di Palermo-Boccadifalco. L'ordine di battaglia al 10 giugno del 1940 era comandata dal Gen. S.A. Gennaro Tedeschini Lalli che disponeva di:
- 1ª Divisione Aerea “Aquila”, (Gen. D.A. Vincenzo Velardi, Palermo)
  - 6º Gruppo Autonomo Caccia Terrestre (6º Gruppo caccia), Macchi M.C.200 (Aeroporto di Comiso)
    - 79ª Squadriglia
    - 81ª Squadriglia Aeroplani
    - 88ª Squadriglia

  - 30ª Squadriglia Osservazione Aerea, IMAM Ro.37bis (Palermo)
  -  1º Stormo Caccia Terrestre (Palermo)
    - 17º Gruppo caccia, Fiat C.R.42 (Palermo)
      - 71ª Squadriglia caccia
      - 72ª Squadriglia Caccia
      - 80ª Squadriglia caccia (Trapani Milo)

    - 157º Gruppo, Fiat C.R.32 (Trapani Milo)
      - 384ª Squadriglia
      - 385ª Squadriglia
      - 386ª Squadriglia
- 3ª Divisione Aerea “Centauro”, (Gen. D.A. Ettore Lodi, Catania)
  -  11º Stormo Bombardamento Terrestre (Comiso)
    - 33º Gruppo, Savoia-Marchetti S.M.79 (Comiso)
      - 59ª Squadriglia
      - 60ª Squadriglia

    - 34º Gruppo, Savoia-Marchetti S.M.79 (Comiso)
      - 67ª Squadriglia
      - 68ª Squadriglia

  -  34º Stormo Bombardamento Terrestre (Col. Umberto Mazzini, Catania)
    - 52º Gruppo, Savoia-Marchetti S.M.79 (Magg. Paolo Maiorca, Catania-Fontanarossa)
      - 214ª Squadriglia (7 SM 79)
      - 215ª Squadriglia (7 SM 79)

    - 53º Gruppo, Savoia-Marchetti S.M.79 (Ten. Col. Luigi Rossetti, Catania-Fontanarossa)
      - 216 Squadriglia (7 SM 79)
      - 217 Squadriglia (6 SM 79)

  -  41º Stormo Bombardamento Terrestre (Aeroporto di Gela-Ponte Olivo)
    - 59º Gruppo, Savoia-Marchetti S.M.79
      - 232ª Squadriglia
      - 233ª Squadriglia

    - 60º Gruppo, Savoia-Marchetti S.M.79
      - 234ª Squadriglia
      - 235ª Squadriglia
- 11ª Brigata Aerea “Nibbio”, (Gen. B.A. Giuseppe Barba, Castelvetrano)
  - 96º Gruppo Autonomo Bombardieri a Tuffo (B.a T.), Savoia-Marchetti S.M.85C (Cap. Ercolano Ercolani, Pantelleria)
    - 236ª Squadriglia (2 SM 85)
    - 237ª Squadriglia (2 SM 85)

  -  30º Stormo Bombardamento Terrestre (Col. Antonino Serra, Base aerea di Sciacca)
    - 87º Gruppo, Savoia-Marchetti S.M.79 (Sciacca)
      - 192ª Squadriglia (Cap. Valerio Scarabellotto, 7 SM 79)
      - 193ª Squadriglia (7 SM 79)

    - 90º Gruppo, Savoia-Marchetti S.M.79 (Sciacca)
      - 194ª Squadriglia (7 SM 79)
      - 195ª Squadriglia (6 SM 79)

  -  36º Stormo Bombardieri (Castelvetrano-Trapani)
    - 108º Gruppo, Savoia-Marchetti S.M.79 (Castelvetrano)
      - 256ª Squadriglia
      - 257ª Squadriglia

    - 109º Gruppo, Savoia-Marchetti S.M.79 (Castelvetrano)
      - 258ª Squadriglia
      - 259ª Squadriglia

II 25 giugno successivo, finite le ostilità contro la Francia, l'attività operativa della 2ª Squadra fu principalmente diretta a:
- colpire efficacemente e regolarmente le basi aeree e navali di Malta;
- verificare la situazione ed i movimenti del naviglio e la città di La Valletta con ricorrenti ricognizioni;
- assicurare attraverso la caccia la difesa dei principali centri militari siciliani.

## OOB ai primi di settembre del 1943
A causa degli eventi bellici molti reparti della Regia Aeronautica vennero riassegnati.
Il 23 dicembre 1940 la 2ª Squadra aerea fu trasferita a Padova in previsione delle operazioni belliche contro la Jugoslavia, da effettuarsi in collaborazione con la 4ª Squadra aerea e con l'Aeronautica dell'Albania. Tedeschini Lalli lasciò tale comando il 15 giugno del 1941. Dal giugno 1941 era comandata da Felice Porro fino al settembre 1943.
La situazione che viene di seguito presentata fa riferimento ai primi di settembre del 1943.
- 1º Stormo Caccia Terrestre, (Aeroporto di Trieste-Ronchi dei Legionari)
  - 6º Gruppo, (Ronchi)
    - 79ª Squadriglia
    - 81ª Squadriglia
    - 88ª Squadriglia

  - 17º Gruppo, (Ronchi)
    - 71ª Squadriglia
    - 72ª Squadriglia
    - 80ª Squadriglia
- 8º Stormo Bombardamento Terrestre, (Aeroporto di Bologna-Borgo Panigale)
  - 27º Gruppo o XXVII Gruppo
    - 18ª Squadriglia
    - 19ª Squadriglia
- 35º Stormo Bombardamento Terrestre, (Bologna)
  - 95º Gruppo
    - 230ª Squadriglia (1 CANT Z.1007BIS)
    - 231ª Squadriglia
- 47º Stormo Bombardamento Terrestre, (Aeroporto di Vicenza)
  - 107º Gruppo
    - 262ª Squadriglia
    - 263ª Squadriglia
- 10º Stormo Bombardamento Terrestre, (Aeroporto di Jesi)
  - 32º Gruppo
    - 57ª Squadriglia
    - 58ª Squadriglia

  - 33º Gruppo
    - 59ª Squadriglia
    - 60ª Squadriglia